# Jacques Songo'o
Jacques Celestin Songo'o (Sackbayene, Kamerun, 17. ožujka 1964.) je bivši kamerunski nogometni vratar i nacionalni reprezentativac. Većinu svoje nogometne karijere proveo je u Francuskoj i Španjolskoj. U dresu Deportivo La Coruñe je branio u više od 200 službenih utakmica te je s klubom 2000. godine osvojio španjolsko prvenstvo.
S Kamenunom je nastupio na četiri svjetska prvenstva (1990. u Italiji, 1994. u SAD-u, 1998. u Francuskoj te 2002. u Južnoj Koreji i Japanu) te je 2002. godine osvojio Afrički kup nacija.

## Karijera

### Klupska karijera
Nakon karijere u kamerunskom klubu Canon Yaoundé, Songo'o krajem 1980-ih odlazi u Francusku gdje potpisuje za SC Toulon. Tijekom posljednje sezone bio je na posudbi u Le Mansu dok je od 1993. do 1996. godine bio vratar Metza koji je tada nastupao u Ligue 1. S klubom je u sezoni 1995./96. osvojio francuski Liga kup a iste godine je proglašen najboljim afričkim golmanom.
Zbog dugogodišnjeg igranja u zemlji, Songo'o je stekao pravo na francusko državljanstvo.
Godine 1996. vratar prelazi u redove španjolskog kluba Deportivo La Coruñe. Na kraju prve sezone u galicijskom klubu, Songo'o je osvojio nagradu Ricardo Zamora za najboljeg golmana sezone. Godine 2000. Jacques s klubom osvoja španjolski Superkup i La Ligu koja je za Deportivo bila prvi osvojeni naslov španjolskog prvaka.
Nakon što je za Deportivo potpisao José Francisco Molina, Songo'o je izgubio mjesto prvog vratara u klubu te se 2001. godine vratio u Metz. Ipak, poslije dvije sezone u Francuskoj, Jacques Songo'o se kao slobodan igrač vraća u Deportivo u kojem je s 40 godina prekinuo vratarsku karijeru.

### Reprezentativna karijera
Songo'o je članom kamerunske reprezentacije postao 1984. godine kada je s olimpijskom reprezentacijom nastupio na Olimpijadi u Los Angelesu. Tijekom karijere je nastupio na četiri svjetska prvenstva (1990. u Italiji, 1994. u SAD-u, 1998. u Francuskoj te 2002. u Južnoj Koreji i Japanu). Samo je na Mundijalu u Francuskoj imao poziciju kamerunskog prvog vratara.
Tu su i tri nastupa na Afričkom kupu nacija (1992., 1998. i 2002. godine) dok je na posljednjem turniru s reprezentacijom osvojio kontinentalni naslov prvaka. Također, Jacques Songo'o je bio član nacionalnog sastava na Kupu konfederacija 2001. godine.

## Osvojeni trofeji

### Klupski trofeji
| Klub                | Trofej               | Sezona / godina |
| Francuska           | Francuska            | Francuska       |
| ------------------- | -------------------- | --------------- |
| FC Metz             | Francuski Liga kup   | 1995./96.       |
| Španjolska          |                      |                 |
| Deportivo La Coruña | Španjolsko prvenstvo | 1999./00.       |
| Deportivo La Coruña | Španjolski Superkup  | 2000.           |

### Reprezentativni trofeji
| Trofej             | Godina  |         |
| Kamerun            | Kamerun | Kamerun |
| ------------------ | ------- | ------- |
| Afrički kup nacija | 2002.   |         |

### Individualni trofeji
| Klub                | Trofej                 | Godina    |
| Francuska           | Francuska              | Francuska |
| ------------------- | ---------------------- | --------- |
| Metz                | Afrički vratar godine  | 1996.     |
| Španjolska          |                        |           |
| Deportivo La Coruña | Nagrada Ricardo Zamora | 1997.     |

## Vanjske poveznice
- Profil igrača na National-football-teams.com
- Profil igrača na BDFutbol.com
- Statistika vratara na LFP.es